# Jacques Borel
Jacques Borel (n. 17 decembrie 1925, Saint-Gaudens, Midi-Pyrénées, Franța – d. 25 septembrie 2002, Villejuif, Île-de-France, Franța) a fost un scriitor francez care a câștigat Premiul Goncourt în 1965 pentru romanul L'Adoration.

## Biografie
Jacques Odilon Charles Borel a fost, de asemenea, profesor de engleză, poet, traducător al lui James Joyce și editor al lucrărilor complete ale lui Verlaine în Pléiade.

## Opera
Opera sa, relativ necunoscută publicului larg, este în esență autobiografică, dominată de tema memoriei și bântuită de o anumită vinovăție, mitul căderii: „Memoria mi-a apărut mult timp ca depozitarul ființei în sine”, scria el în Journal de la Mémoire (Champ Vallon, 1994), alcătuit din extrase din caiete pe care le-a păstrat de-a lungul vieții sale. Cititor pasionat al lui Proust, folosind o frază foarte lungă și complexă, a câștigat Premiul Goncourt din 1965 pentru primul său roman, L'Adoration, al cărui personaj central, mama sa, reapare în La Dépossession (1973), care relatează căderea sa în demență. Dar abia în 1997, cu L'Aveu differé, și-a povestit cu adevărat copilăria într-o mărturisire torențială. Majoritatea celorlalte cărți ale sale, care sunt atât autobiografice, narative, cât și eseistice, sunt, de asemenea, explorări ale memoriei: Le Retour, L'Attente. La Clôture. Récits, Le Déferlement, L'Effacement.
La Mort de Maximilien Lepage, acteur (2001) este o excepție în opera sa, care include și poezii, întrucât este un roman în sensul propriu al termenului, istoria amintirilor altcuiva.

## Lucrări
- L'Adoration, Gallimard, 1965 - Premiul Goncourt
- Tata ou De l'Éducation, Gallimard, 1967
- Le Retour, Gallimard, 1970
- Marcel Proust, Seghers, 1972
- La Dépossession - Journal de Ligenère, Gallimard, 1973
- Commentaires, Gallimard, 1974
- Un voyage ordinaire, La Table Ronde, 1975
- Poésie et nostalgie, Berger-Levrault, 1978
- Histoire de mes vieux habits, Balland, 1979
- Petite histoire de mes rêves, Luneau-Ascot, 1981
- L'Enfant voyeur, Ulysse Fin de Siècle, 1987
- L'Attente. La Clôture. Récits, Gallimard, 1987
- Sur les murs du temps (poèmes), Le Temps qu'il fait, 1989
- Commémorations, Le Temps qu'il fait, 1990
- Le Déferlement, Gallimard, 1993
- Journal de la mémoire, Champ Vallon, 1994
- Propos sur l’autobiographie, Champ Vallon, 1994
- L'Aveu différé, Gallimard, 1997
- L'Effacement, Gallimard, 1998
- Sur les poètes, Champ Vallon, 1998
- La Mort de Maximilien Lepage, acteur, Gallimard, 2001
- Ombres et dieux, L'Escampette, 2001
- Rue de l'exil, éditions Virgile, 2002